# Agrilus rugosicollis
Agrilus rugosicollis es una especie de insecto del género Agrilus, familia Buprestidae, orden Coleoptera.
Fue descrita científicamente por Blanchard, 1846.